# Pseudopostega parvilineata
Pseudopostega parvilineata là một loài bướm đêm thuộc họ Opostegidae. Nó được Puplesis và Robinson miêu tả năm 1999. Nó là loài duy nhất được tìm thấy ở Sulawesi Utara in Indonesia.